# 高桥信雄
高橋信雄是日本CG艺术家，其动画作品多次入选SIGGRAPH，此外还获得法国、德国、澳大利多项动画作品奖。

## 经历
大学在多摩美术大学美术学部绘画科学习，专攻油画。1995年毕业后，才接触到CG，因工作的原因比较熟悉Maya。担任Namco株式会社CG研究员、多摩美术大学非专职讲师指导电脑3D动画、大分县立艺术文化短期大学讲师。2006年4月转入名古屋大学任教。

## 获奖
- 1995年，Spheroid入选SIGGRAPH95、 Computer Animation Festival 。
- 1997年，入选SIGGRAPH97 Electronic Theater 。
- 1998年，Ellipsoid入选SIGGRAPH98 Electronic Theater、Prix Ars Electronica98 。
- 2000年，入选Imagina2000、SIGGRAPH2000 Animation Theater 。
- 2004年，指导吉田学園電子専門学校学生的作品入选SIGGRAPH2004 Animation Theater。